# Eine Art Held
Eine Art Held (englischer Originaltitel: The Honourable Schoolboy) ist ein Spionageroman des britischen Schriftstellers John le Carré aus dem Jahr 1977. Der sechste Roman mit dem Geheimagenten George Smiley gehört neben Tinker Tailor Soldier Spy (1974) und Agent in eigener Sache (Smiley’s People, 1979) zur so genannten Karla-Trilogie (The Quest for Karla) um Smileys Auseinandersetzung mit seinem sowjetischen Widersacher Karla.

## Inhalt
Nach der Enttarnung des sowjetischen Maulwurfs muss der Circus, das Londoner Hauptquartier des britischen Geheimdienstes MI6, von Grund auf neu aufgebaut werden. Die Aufgabe wird George Smiley übertragen, der alte Weggefährten wie Peter Guillam, die Russland-Spezialistin Connie Sachs, den China-Experten Doc di Salis und den loyalen Ex-Außenagenten Fawn um sich schart. Ohne funktionsfähige Agentennetze und mit drastisch gekürzten Mitteln steht Smiley vor einer schier unlösbaren Aufgabe, als er sich der Technik der „Rückpeilung“ besinnt: mittels Aktenstudiums all jene Unternehmungen ausfindig zu machen, die in den letzten Jahren durch den sowjetischen Agentenführer Karla besonders gründlich sabotiert wurden – weil sie Hinweise auf mögliche Schwachstellen auf sowjetischer Seite liefern könnten.

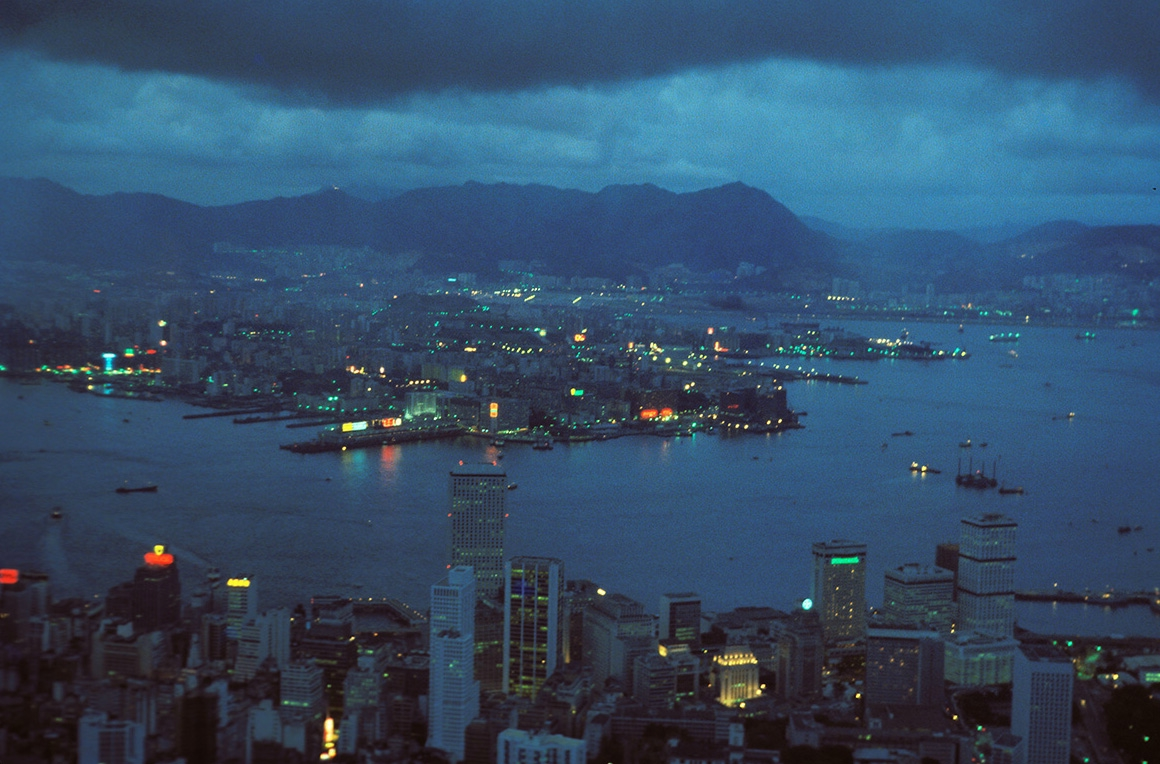
Hongkong 1978

So geraten geheime Geldwäsche-Operationen der Sowjetunion in Hongkong in den Fokus, die der lokale Außenagent Sam Collins zwei Jahre zuvor gemeldet hatte, jedoch von der Londoner Zentrale eilig zurückgepfiffen wurde. Die ungewöhnlich hohen Zahlungen gingen an die Fluggesellschaft Indocharter um die Piloten Tiny Ricardo und Charlie Marshall sowie ihre Assistentin Lizzie Worthington. Trotz Bedenken wegen seiner zweifelhaften Methoden stellt Smiley Collins wieder ein. Zudem schickt er den Gelegenheitsagenten Jerry Westerby in seiner Tarnung als Journalist nach Hongkong, um an der Seite des Circus-Mitarbeiters Bill Craw die Ermittlungen voranzutreiben.
Westerby findet bald den Inhaber des sowjetischen Treuhandkontos heraus: Drake Ko, ursprünglich in Chaozhou (englisch:  Chiuchow) geboren, ist ein einflussreicher Hongkonger Geschäftsmann, der im Verdacht des Opiumschmuggels nach China steht. Hierfür soll er sich der Indocharter-Piloten bedient haben, bis Ricardo von einem Flug nicht mehr zurückkehrte. Seither ist Lizzie Worthington, nun unter dem Namen „Liese Worth“, Kos Geliebte. Auch sein Bruder Nelson Ko gilt als verstorben, doch Hinweise deuten darauf, dass er in China lebt und eine einflussreiche Position im Zentralkomitee der Kommunistischen Partei Chinas innehat. Als überzeugter Kommunist gibt er seine Informationen auch an Moskau weiter, was von Karla mit den Zahlungen auf das Konto seines Bruders entlohnt wird.
Smileys ruhig geführte Untersuchung gerät unter plötzlichen Zeitdruck, als die amerikanische Drogenfahndung ebenfalls Drake Ko ins Visier nimmt. Trotz Widerstands des Ministerialbeamten Saul Enderby, der die Operation den „Vettern“ aus Übersee vermachen möchte, beharrt Smiley gegenüber seinem amerikanischen Kollegen Martello auf dem Erstzugriffsrecht in der britischen Kronkolonie. Westerby soll die Operation beschleunigen, Ko nervös machen und zum Handeln zwingen. Tatsächlich gelingt es ihm, erst Marshall in Kambodscha aufzuspüren, anschließend Ricardo in Thailand. Er erfährt, dass Ricardo kein Opium schmuggeln, sondern Drakes Bruder Nelson aus China ausfliegen sollte. Als die Operation scheiterte, verzieh ihm Drake nur unter der Bedingung, dass er seine Geliebte Lizzie an ihn abtrat.
Durch Westerbys Untersuchungen aufgescheucht, plant Ko die baldige Einreise seines Bruders Nelson per Dschunke im Rahmen des Festes von Tin Hau, wobei die Insel Po To vor Hongkong als Treffpunkt dient. Smiley reist mit seinen Getreuen an, der britische und amerikanische Geheimdienst überwachen gemeinsam die Aktion, um Nelson in ihre Gewalt zu bringen, sobald er Hongkongs Boden betritt. Einzig Westerby, der nach dem Mord von Kos Leibwächter Tiu an seinem Journalistenkollegen Luke unter Schock steht und auf eigene Faust handelt, gefährdet die Operation. Er entkommt Guillam und Fawn, die ihn zum Flughafen eskortieren, und will mit Lizzie, in die er sich verliebt hat, fliehen. Als Gegenleistung warnt er Drake Ko vor der Gefahr für seinen Bruder. Doch sein Einsatz kommt zu spät, Nelson wird in einem amerikanischen Hubschrauber entführt und der herbeieilende Westerby – möglicherweise durch Fawn – erschossen.
Im Londoner Circus wartet man vergeblich darauf, die Früchte der Operation zu ernten, sprich Nelson Ko zu seinen politischen und geheimdienstlichen Kontakten zu verhören. Entgegen der Abmachung bleibt er in amerikanischer Obhut. Teil des Deals hinter den Kulissen ist auch die Entmachtung Smileys, der im Moment seines Triumphs vom amerikafreundlichen Enderby abgelöst wird, wofür Westerbys Eigenmächtigkeit nur den Vorwand liefert. Mit Smiley werden Connie Sachs und Doc di Salis entlassen, um Platz für jüngere, energische Falken zu schaffen. Peter Guillam rutscht zurück ins zweite Glied der Auslandsagenten. Dafür übernimmt Sam Collins, der Teil des Komplotts war, die Stellung des Einsatzleiters. In Hongkong bleibt Drake Ko unbehelligt, Lizzie Worthington hingegen wird festgenommen und wegen Rauschgifthandels vor Gericht gestellt. Das Verschwinden von Luke und Westerby wirbelt nur kurzfristig Staub in Journalistenkreisen auf, bis es den örtlichen Behörden gelingt, den beiden eine gemeinsame Affäre anzudichten und ihren Tod unter den Teppich zu kehren.

## Auszeichnungen
Der Roman wurde im Jahr 1977 mit dem Gold Dagger der britischen Crime Writers’ Association sowie dem James Tait Black Memorial Prize ausgezeichnet.

## Ausgaben
- John le Carré: The Honourable Schoolboy. Hodder & Stoughton, London 1977, ISBN 0-340-22042-2.
- John le Carré: Eine Art Held. Aus dem Englischen von Rolf und Hedda Soellner. Hoffmann & Campe, Hamburg 1977, ISBN 3-455-00818-6.